# Lazaristák
A lazaristák vagy a Misszióstársaság  vagy Missziós Kongregáció (latinul: Congregatio Missionis CM), a 17. század elején Páli Vince által alapított katolikus társaság; fogadalom nélküli kongregáció.
Világi papokból és felszentelt laikusokból („testvérekből”) áll, akik közösségben élnek és dolgoznak.

## Neveik
A kongregációnak különféle nevei vannak:
- Lázár-lovagok [3]
- Szent Vince misszionáriusai
- Misszióstársaság lazaristák [2]

A lazarista név a közösség első házára, a párizsi Szent Lázár rendházra utal.
A különböző országokban elterjedt különféle neveik (a lazaristák mellett):
- Németországban: Vinzentiner [4]
- Lengyelországban: Misjonarze (misszionáriusok) [5]
- Spanyolországban: Paules,[5] padres paúles (páli atyák)
- Az Egyesült Királyságban: Vincentians

## Történet
Páli Vince az 1610-es években a firenzei Gondi család papjaként dolgozott. Itt közelebbi kapcsolatba került az említett családnak dolgozó szegényekkel és lehetősége volt megfigyelni a környékbeli parasztok vallástudatlanságát. Prédikálni kezdett és tanítani a birtokon dolgozó szomszédos falvak népét.
Vince 1617-ben elvállalta a lyoni egyházmegyében lévő Châtillon-les-Dombes nevű plébánia vezetését. 
1625-ben megalapította paptársaival az Apostoli Élet Társaságát, a Misszió Kongregációját és Párizs külvárosában megkapták a Collége des Bons Enfants épületét, ahol állandó letelepedést szereztek.
A következő évben (1626) a társaság megkapta a párizsi érsek jóváhagyását. Két sikertelen petíció után VIII. Orbán pápa az 1632. január 12-i Salvatoris nostri bullájával jóváhagyta az újonnan alapított társaságot.
1631-ben a székhelyük a párizsi Szent Lázár rendházba költözött, így a lazaristák néven lettek ismertek. Ezt a kolostort a bibliai, betániai Lázárról nevezték el és a lazaristák előtt a Szent Viktor-i kanonok tulajdona volt. 
Néhány éven belül a közösség szerzett egy másik házat Párizsban, és más létesítményeket is Franciaország-szerte; továbbá terjeszkedtek Itáliában (1638), Tuniszban (1643), Algírban és Írországban (1646), Madagaszkáron (1648), Lengyelországban is (1651).
VII. Sándor bullája 1655 áprilisában ismételten megerősítette a társaságot.
A jezsuiták feloszlatása után, 1783-ban a lazaristákat nevezték ki a jezsuiták helyére a levantei és kínai missziókban. Képviseleteket hoztak létre a világ más részein is.
A francia forradalom idején a tömeg kifosztotta a rendházait és elnyomták a kongregációt. A párizsi Szt. Lázár házat is bezárták. A franciaországi vallási rendeket elnyomó rendelet következtében a kongregáció tagjai szétszóródtak. 
Napóleon 1804-ben VII. Pius kívánságára helyreállította a társaságot. Hetven rendtárs gyűlt össze, és kötelezte el magát a közös élet mellett.
Napóleon 1809-ben, a pápával való vitája során megszüntette, majd csak 1816-ban állították helyre véglegesen a kongregációt.
A 19. században számuk megnövekedett, ami lehetővé tette a kongregáció számára, hogy új missziókat nyisson Franciaországban: plébániákat, nagyobb szemináriumokat. Ez a számnövekedés azt is lehetővé tette számukra, hogy misszionáriusokat küldjenek Ázsiába (különösen Kínába), a Közel-Keletre és Dél-Amerikába.
Perzsiában és az Oszmán Birodalomban, valamint Afrikában,  Egyiptomban és Etiópiában is új missziókat alapítottak. 
A 20. században a kongregáció újabb veszteségeket szenvedett el. A spanyol polgárháború során több tucat „testvért” öltek meg, és sok kolostort elpusztítottak. A II. világháború után, a kelet-európai kommunista rezsimek lérejötte után Lengyelországban, Magyarországon, Csehszlovákiában és Jugoszláviában is felszámolták a kongregációikat.

### Magyarországon
Első rendházukat Mária Terézia uralkodása alatt Nagyszombaton alapították.
II. József király feloszlatta őket.
A Habsburg Birodalomban a 19. század közepén újjáalakultak. Az első magyar nyelvű missziót 1871-ben Nagyperkátán tartották, majd a népmissziós házukat a század végén Piliscsabán építették fel.
Főleg a leprásokat vették oltalmukba. Lazarettjeik és lepraházaik közül ismertek az esztergomi, csurgói, szentei, kolozsvári, füzitői, borsai, szemenyei stb. 
Ismertebb magyar képviselőik: 
- a Kínában működő Ürge Ignác;
- Galambos Kálmán, aki irodalmi téren is ismeretes
- Lollok József,
- Ébner Jenő.

## Létszámuk, jelenlétük a világban
A 21. században a legtöbb rendházuk Franciaországban, Spanyolországban, Olaszországban és Lengyelországban található.
1967-ben 6284 fő tagja van, ebből 4400 pap. 
1995-ben 4147 fő tagja van, ebből 3261 pap.
2011-ben 3829 bejegyzett tagjuk volt, ebből 3029 pap. Körülbelül 516 rendházuk volt.
2014-ben 3383 tagot számláltak, ebből 3001 pap.
2022-ben a kongregációnak világszerte 3099 fő tagja van, ebből 2781 pap. 95 országban vannak jelen. 

## A művészetben
A rend francia misszionáriusát említi Jules Verne Öt hét léghajón című regénye (22. fejezet).

## Vezetőik
- Páli Vince (1625. április 17. – 1660. szeptember 27.)
- René Alméras (1661. január 17. – 1672. szeptember 22.)
- Edmond Jolly (1673 – 1697. március 26.)
- Nicolas Pierron (1697-1703)
- François Watel (1703-1710)
- Jean Bonnet (1711. május 10. – 1735. szeptember 3.)
- Jean Couty (1736-1746)
- Louis de Bras (1747. március 6. – 1761. augusztus 21.)
- Antoine Jacquier (1762-1787)
- Jean Felix Cayla de la Garde (1788 – 1800. február 12.)
- Pierre-Joseph Dewailly (1827 – 1828. október 25.)
- Dominique Salhorgne (1829 – 1836. május 25.)
- Jean Baptiste Rigobert Nozo (1835-1842)
- Jean-Baptiste Étienne (1843-1874)
- Eugène Boré (1874. szeptember 11. – 1878. május 3.)
- Antoine Fiat (1878-1914)
- Emile Villette (1914-1916)
- François Verdier (1919-1933)
- Charles Souvay (1933-1939)
- William Slattery (1947-1968)
- James Richardson (1968-1980)
- Richard McCullen (1980-1992)
- Robert P. Maloney (1992-2004)
- Gregory Gay (2004-2016)
- Tomaž Mavrič (2016-tól)